# 东漳堡镇
东漳堡镇，是中华人民共和国河北省邯郸市肥乡区下辖的一个乡镇级行政单位。2017年，原东漳堡乡撤乡设镇。

## 行政区划
东漳堡镇下辖以下地区：
东漳堡村、积善村、东大靳村、西大靳村、北大靳村、小靳村、东赵村、西赵村、南赵村、山字邱村、东赵寨村、西赵寨村、井头村、北行村、中行村、南行村、宋庄村、东吕营村、前北口村、鸡泽屯村、前郝刘寨村、后北口村、后郝刘寨村、靳庄村、薛庄村、瓜精庄村、前大移庄村、后大移庄村、小移庄村、东南口村、西南口村、小营村、井王庄村和李庄村。